# کاپدس
کاپدس (به لاتین: Kapedes) یک روستا در قبرس است که در ناحیه نیکوزیا واقع شده‌است.

## خصوصیات
کاپدس  ۵۲۳ نفر جمعیت دارد.